# Johann Friedrich Wilhelm Widenmann
Johann Friedrich Wilhelm Widenmann, auch Johann Friederich Wilhelm Widenmann (* 5. Februar 1764 in Kirchheim unter Teck; † 13. März 1798 in Michelstadt) war ein deutscher Mineraloge, Montanist und Bergrat.
Widenmann wirkte nach seinem Studium bei Abraham Gottlob Werner an der Bergakademie Freiberg als Oberbergamtssekretär, Bergrat und Hochschullehrer in Württemberg. Innerhalb des Basaltstreites nahm er die Positionen der Neptunisten an. Sein Handbuch des oryktognostischen Theils der Mineralogie war um 1800 ein wichtiges Nachschlagewerk für die Mineralogie und Gesteinskunde.
In Anerkennung seiner Verdienste benannte man das seltene Uranmineral Widenmannit nach ihm. Die Typlokalität des Widenmannits ist die Grube Michael in Reichenbach im Schwarzwald. Er war Mitglied mehrerer Gelehrtengesellschaften, beispielsweise der Gesellschaft Naturforschender Freunde zu Berlin und der Leipziger Ökonomischen Sozietät.

## Schriften
- Ueber die Umwandlung einer Erd- und Stein-Art in die andere. Eine Abhandlung, welche von der Königl. Akad. der Wissenschaften für das Jahr 1791 den Preis von Einhundert Dukaten erhalten hat. Königl. Preuß. Akademische Kunst- und Buchhandlung, Berlin 1792
- Handbuch des oryktognostischen Theils der Mineralogie von Johann Friederich Wilhelm Widenmann Herzoglich Würtembergischen Bergrathe, der Societät der Bergbaukunde, der Gesellschaft naturforschender Freunde zu Berlin, und der ökonomischen Societät zu Leipzig, Mitglied. Crusius, Leipzig 1794
- Johann Friedrich Groß (†), Johann Friedrich Wilhelm Widenmann: Grundsätze der Blitzableitungskunst geprüft und durch einen merkwürdigen Fall erläutert. Verlag Siegfried Leberecht Crusius, Leipzig 1796